# رز گلس
رز گلس (انگلیسی: Rose Glass؛ زادهٔ ۱۹۹۰) کارگردان فیلم، و فیلم‌نامه‌نویس اهل بریتانیا است.